# Temir (ort)
Temir (ryska: Темир) är en ort i Kazakstan.   Den ligger i oblystet Aqtöbe, i den västra delen av landet, 1 000 km väster om huvudstaden Astana. Temir ligger 228 meter över havet och antalet invånare är 2 560.
Terrängen runt Temir är platt. Runt Temir är det mycket glesbefolkat, med 2 invånare per kvadratkilometer. Trakten runt Temir består i huvudsak av gräsmarker.